# Fabbrica di trattori di Charkiv

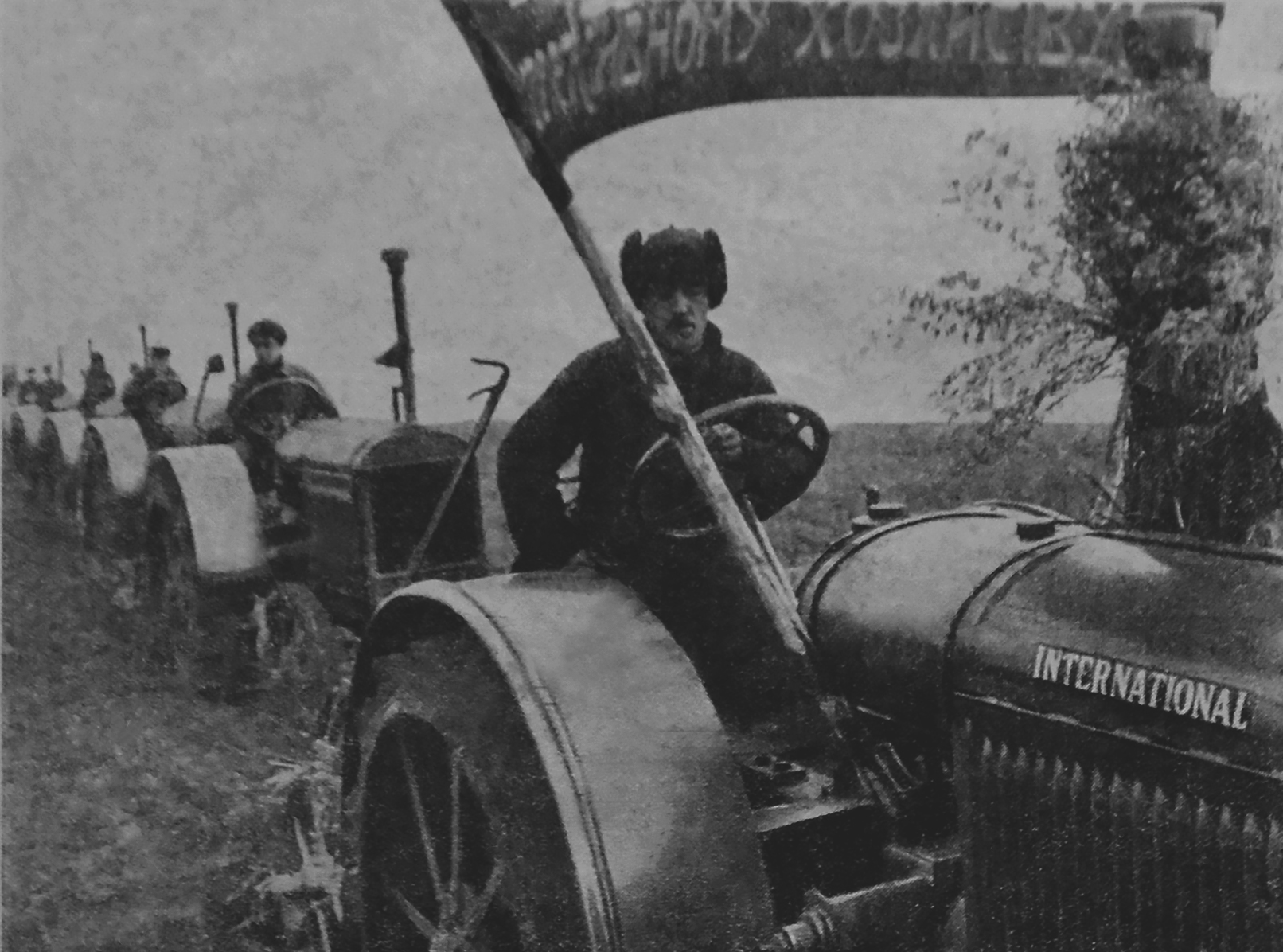
Il McCormick-Deering 15-30 (International Harvester), localmente prodotto come KhTZ 15–30. Repubblica Socialista Sovietica Ucraina, 1931.

La Fabbrica di trattori di Charkiv (in ucraino Харківський тракторний завод?, Charkivs’kyj traktornyj zavod, in sigla KhTZ, in russo Харьковский тракторный завод?) è un'azienda metalmeccanica ucraina attiva nel settore delle macchine agricole con sede a Charkiv. 
Fondata nel 1930-1931, nel periodo dell'Unione Sovietica, era uno dei tre impianti principali, insieme alla fabbrica di trattori di Stalingrado e la fabbrica di trattori di Čeljabinsk, previsti dal primo piano quinquennale di Stalin per l'industrializzazione sovietica e la meccanizzazione dell'agricoltura. La KhTZ era il più grande produttore di trattori agricoli dell'Ucraina, producendo sia modelli gommati che cingolati.
Il complesso industriale è stato dichiarato distrutto da estesi bombardamenti e conseguenti incendi il quarto giorno dell'invasione dell'Ucraina da parte della Federazione Russa del febbraio 2022.